# Frankfurt/M. XI
Die Fußballmannschaft Frankfurt/M. XI war eine Auswahl Frankfurter Fußballspieler, die an nur einem Turnier des Messestädte-Pokal 1955–1958 teilnahm.
Teilnehmen sollte jeweils die beste Fußballmannschaft einer Messestadt. Da aber die Regeln nur ein einziges Team aus jeder Stadt zuließen, wurde aus den Vereinen Eintracht Frankfurt, FSV Frankfurt, Kickers Offenbach und SpVgg. 03 Neu-Isenburg beschlossen, ein Team nur für dieses Turnier zu schaffen. 
Bei der einzigen Teilnahme 1955–58 gab es zwei Siege und zwei Niederlagen. Damit schied die Auswahl als Zweiter der Gruppe aus dem Wettbewerb aus.

## Bilanz im Messepokal
| Saison  | Runde    | Gegner    | Gesamt | Hinspiel | Rückspiel |
| ------- | -------- | --------- | ------ | -------- | --------- |
| 1955–58 | Gruppe D | Basel XI  | 7:7    | 5:1 (H)  | 2:6 (A)   |
| 1955–58 | Gruppe D | London XI | 3:3    | 2:3 (A)  | 01:0 (H)  |